# فومي جاكوبس
فومي جاكوبس (بالإنجليزية: Femi Jacobs)‏ (مواليد 8 مايو)، هُو ممثل ومُغن نيجيري.

## وصلات خارجية
- فومي جاكوبس على موقع IMDb (الإنجليزية)